# Alfred Bonnici
Alfred Bonnici (* 6. Juni 1934) ist ein maltesischer Mediziner, Politiker der Nationalist Party und war Sprecher des Repräsentantenhauses (Speaker of the House).

## Biografie

### Berufliche Laufbahn und Aufstieg zum Parlamentssprecher
Nach dem Schulbesuch absolvierte Bonnici zunächst ein Studium der Pharmazie, das er mit einem Bachelor in Pharmacy (B.Pharm.) beendete sowie anschließend ein Studium der Medizin. Nach der Promotion zum Doktor der Medizin wurde er Leibarzt des Vorsitzenden der Nationalist Party und Premierministers Ġorġ Borg Olivier, mit dem er bis zu dessen Tod 1980 freundschaftlich verbunden blieb.
Seine politische Laufbahn begann 1962 mit der Wahl zum jüngsten Abgeordneten des Repräsentantenhauses, wo er nach Wiederwahlen 1966 und 1971 bis 1976 die Interessen der Nationalist Party im Wahlkreis 4 und dann des Wahlkreises 3 vertrat. Dabei gehörte er 1964 zu den sechs Abgeordneten der Nationalistischen Partei, die gegen die vom Vorsitzenden der Partit Laburista, Dom Mintoff, vorgeschlagenen republikanischen Verfassung nach der Unabhängigkeit stimmten.
Im April 1966 wurde er als Nachfolger von Paolo Pace zum Sprecher des Repräsentantenhauses (Speaker of the House) gewählt und übte dieses Amt bis zu seiner Ablösung durch Emmanuel Attard Bezzina im Juni 1971 aus.
Darüber hinaus war er vom 3. Mai 1965 bis zum 1. Mai 1966 sowie zwischen dem 3. Mai 1976 und dem 1. Januar 1976 Vertreter Maltas in der Parlamentarischen Versammlung des Europarates.
1976 verzichtete er auf eine erneute Kandidatur zur Wahl des Repräsentantenhauses. Als Grund gab er später den Machtkampf um den Vorsitz der Nationalistischen Partei an, den letztlich Edward Fenech Adami für sich entscheiden konnte, nachdem George Borg Olivier aus Gesundheitsgründen 1976 von diesem Amt zurücktrat.

### Funktionen nach dem Ausscheiden aus der Politik und Auszeichnungen
Nach seinem Ausscheiden aus der Politik nahm er seine Tätigkeit als Arzt wieder auf und wurde angesehener Spezialist für Flugmedizin sowie Flugmedizinischer Sachverständiger. Als solcher war er unter anderem auch Vizepräsident der Europäischen Gesellschaft für Flugmedizin (European Organisation in Aviation Medicine). Außerdem ist er Ehrenpräsident der Vereinigung der flugmedizinischen Sachverständigen (THE ASSOCIATION OF AVIATION MEDICAL EXAMINERS). Des Weiteren ist er Fellow der Royal Society of Medicine (FRSM), der Royal Society for the Promotion of Health (FRSH) sowie der Royal Aeronautical Society (FRAeS).
Darüber hinaus war er einige Zeit Mitglied des Vorstandes des Nationalen Seniorenrates (National Council for the Elderly) des Ministeriums für soziale Angelegenheiten. Als anerkannter Fachmann für maltesische Geschichte und in seiner seit 1982 übernommenen Funktion als Vorsitzender der Gesellschaft für Philatelie war er auch Mitglied des Beratungsgremiums für Briefmarkengestaltung (STAMP DESIGN ADVISORY BOARD) der maltesischen Regierung.
Für seine Verdienste wurde er dabei mit dem Malteserorden (Knight of Malta) ausgezeichnet. 1996 erhielt er neben einer Reihe weiterer Politiker die Gedenkmedaille zum 75. Jahrestag der maltesischen Selbstverwaltung.